# Gasolina
La gasolina, conosciuta anche come benzina naturale, è un gas liquido naturale con pressione di vapore intermedia tra il gas naturale condensato e il gas di petrolio liquefatto (GPL). Tale miscela chimica di idrocarburi liquidi è portata a condizioni di pressione e temperatura standard ed è molto più volatile e instabile della benzina in commercio.

## Caratteristiche
La composizione della gasolina è molto variabile e dipende dal giacimento da cui viene estratta. Generalmente si tratta di una combinazione complessa di idrocarburi, in particolare pentano, esano, isopentano e altri idrocarburi alifatici saturi più pesanti con numero di atomi di carbonio prevalentemente nell'intervallo C4‐8 e con punto di ebollizione nell'intervallo da ‐20 °C a 120 °C.
Viene separata dal gas naturale mediante refrigerazione od assorbimento.
Ha un basso punto di ebollizione e una densità intorno a 80 API. È un gas di petrolio liquefatto e presenta caratteristiche simili alla benzina.
È liquido a temperatura ambiente e pressione atmosferica, con pressione di vapore intermedia tra il gas naturale condensato e il gas di petrolio liquefatto, con punto di ebollizione simile alla benzina. È volatile e instabile, ma viene generalmente mescolato con altri idrocarburi per produrre benzina commerciale.
La miscela di idrocarburi a gas naturale è per lo più pentani e più pesanti (piccole quantità di C6 e C6 +), estratto dal gas naturale, che soddisfi pressione di vapore, end-point, e di altre specifiche per la gasolina stabilite dalla Gas Processors Association. Comprende isopentano che è un idrocarburo saturo ramificato, (C5H12), ottenuto per frazionamento di gasolina o isomerizzazione del pentano normale..

## Utilizzo
La gasolina è spesso usata per denaturare l'etanolo prodotto per E85. La gasolina ha un più basso numero di ottano contenuti rispetto alla tradizionale benzina distillata commerciale, quindi non può essere normalmente usata da sola come carburante per le automobili moderne.  Tuttavia, se mescolato con alte concentrazioni di etanolo, come nelle miscele di medio livello (esempio: la E50 o E85), il numero di ottano aumentato è abbastanza alto per essere utilizzato facilmente in veicoli flex-fuel.

## Produzione
La gasolina può essere prodotta nei pozzi di estrazione di gas naturale (vedi "condensato di gas naturale") o possono essere prodotti mediante processi di estrazione nei campi di coltivazione, al contrario della benzina commerciale che viene ottenuta tramite raffinazione.

## Pericoli per l'ambiente
La gasolina è un prodotto petrolifero con scarsa solubilità e biodegradabilità. In caso di dispersione nell'ambiente, la sostanza ha effetti nocivi di lunga durata, soprattutto negli ambienti acquatici, dove si estende formando una pellicola sottile che impedisce ai piccoli organismi acquatici la mobilità e lo svolgimento di qualsiasi attività.